# Christoph Crinesius

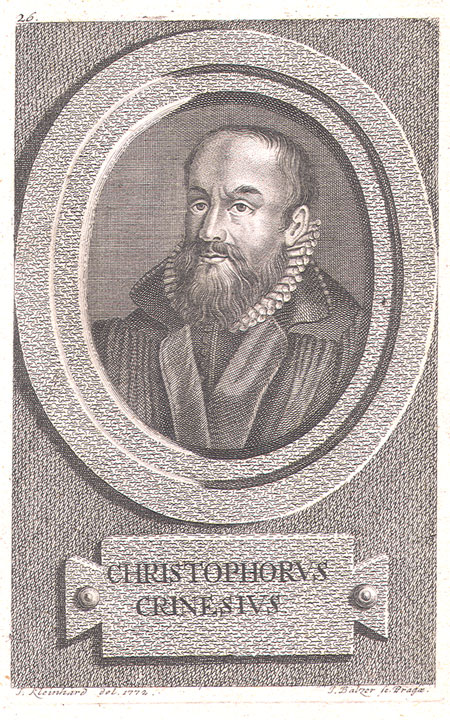
Christoph Crinesius (latinisierte Inschrift: CHRISTOPHORVS CRINESIVS)

Christoph Crinesius (auch: Krines; * 10. November 1584 in Schlaggenwald, Böhmen; † 28. August 1629 in Altdorf bei Nürnberg) war ein deutscher Orientalist, Sprachwissenschaftler und Philologe.

## Leben
Crinesius war der Sohn des Schlaggenwalder Diakons Wolf Christoph Crinesius (auch: Krines, Grünes; † 20. November 1590) und der Maria Margaretha (geb. Günther; * Schlaggenwald), Tochter des August Günther. Er immatrikulierte sich im Sommersemester 1602 an der Universität Leipzig, im Sommersemester 1603 an der Universität Jena und wechselte am 23. Oktober 1603 an die Universität Wittenberg. In Wittenberg erwarb er sich am 23. Juli 1607 den akademischen Grad eines Magisters und wurde am 1. Mai 1610 als Adjunkt an der philosophischen Fakultät aufgenommen. Als Dozent gab er erste Schriften heraus. Am 10. September 1613 wurde er an der Stadtkirche Wittenberg nach Losenstein ordiniert. 1614 ging er als Hofprediger zum Freiherrn von Losenstein nach Gschwendt (Gries) in Oberösterreich.
1618 tritt er ein Pfarramt in Mühlgruben/Oberösterreich (Grub) an, wo er aber aufgrund des Religionsedikts von Ferdinand II. als protestantischer Seelsorger 1624 vertrieben wurde. Er begab sich zunächst nach Regensburg, dann nach Nürnberg und erhielt dort am 26. November 1624 eine Berufung zur Professur der orientalischen Sprachen und der Theologie an der Universität Altdorf. Hier promovierte er am 2. Februar 1625 zu Doktor der Theologie. Dort blieb er auch bis zu seinem an Schlagfluss erfolgten Lebensende.
Crinesius war seit 1617 mit Regina Dörffling († 13. Februar 1649 an Epilepsie) verheiratet, der Tochter eines Weinschencks aus Neuhof bei Gschwendt/Oberösterreich und Schwester des späteren kurbrandenburgischen Generalfeldmarschalls Georg von Derfflinger. Mit ihr hatte Crinesius zwei Söhne und drei Töchter. Von den Söhnen überlebte ihn nur Georg Christoph Crinesius, der erst in Altdorf studierte und dann, sich an seinem berühmten Onkel Georg Derfflinger ein Beispiel nehmend, zum Militär ging. Die Tochter Ursula Regina Crinesius heiratete erst Johann Pösenecker, Apotheker in Altdorf, und nach dessen Tod 1659 den Altdorfer Professor der Beredsamkeit und Theologie, Johann Leonhard Schwäger (1628–1708).

## Werke
Als ein guter Kenner der syrischen und chaldäischen Sprache übersetzte er das Neue Testament aus dem syrischen und gab dieses 1612 in seinem Lexicon syriacum e Novo testamento et rituali Severi patriarchae quondam Alexandrini Syro collectum heraus. In seinem Gymnasium Syriacium zeigt er 1611 einen Abriss der syrischen Grammatik, wobei er vor allem Wert auf die Betonung legt und dem sich 1628 seine Orthographia linguae Syriacae anschließt.
Im Bezug auf die chaldäische Sprache erschien 1627 das Gymnasium chaldaicum. In seinem 1625 erschienenen Exercitationes hebraicae macht er Ausführungen zu verschiedenen Begriffen und erklärt die biblischen Gottesnamen. Schließlich kam 1629 sein letztes Werk De confusione linguarum heraus, in dem er versucht, die Hebräische Sprache als Muttersprache der orientalischen und romanischen Sprachen darzustellen.